# Narelle Autio
Narelle Autio (née en 1969 à Adélaïde) est une photographe australienne, épouse de Trent Parke, avec lequel elle collabore régulièrement.
Elle est la lauréate du prix Oskar-Barnack en 2002.

## Source
- (en) Cet article est partiellement ou en totalité issu de l’article de Wikipédia en anglais intitulé « Narelle Autio » (voir la liste des auteurs).